# Saint-Fons
Saint-Fons és un municipi francès, situat a la metròpoli de Lió i a la regió de Alvèrnia - Roine-Alps. L'any 2007 tenia 16.964 habitants.

## Demografia

### Població
El 2007 la població de fet de Saint-Fons era de 16.964 persones. Hi havia 6.487 famílies de les quals 2.330 eren unipersonals (978 homes vivint sols i 1.352 dones vivint soles), 1.293 parelles sense fills, 2.001 parelles amb fills i 863 famílies monoparentals amb fills.
La població ha evolucionat segons el següent gràfic:
Habitants censats

### Habitatges
El 2007 hi havia 6.991 habitatges, 6.674 eren l'habitatge principal de la família, 26 eren segones residències i 291 estaven desocupats. 1.214 eren cases i 5.752 eren apartaments. Dels 6.674 habitatges principals, 1.931 estaven ocupats pels seus propietaris, 4.634 estaven llogats i ocupats pels llogaters i 108 estaven cedits a títol gratuït; 333 tenien una cambra, 1.000 en tenien dues, 2.222 en tenien tres, 2.116 en tenien quatre i 1.004 en tenien cinc o més. 2.618 habitatges disposaven pel capbaix d'una plaça de pàrquing. A 3.334 habitatges hi havia un automòbil i a 1.318 n'hi havia dos o més.

### Piràmide de població
La piràmide de població per edats i sexe el 2009 era:
| Homes | Edats   | Dones |
| ----- | ------- | ----- |
| 0     | 95 o +  | 12    |
| 12    | 90 a 94 | 44    |
| 68    | 85 a 89 | 132   |
| 72    | 80 a 84 | 108   |
| 164   | 75 a 79 | 240   |
| 256   | 70 a 74 | 292   |
| 336   | 65 a 69 | 400   |
| 392   | 60 a 64 | 304   |
| 440   | 55 a 59 | 348   |
| 500   | 50 a 54 | 440   |
| 468   | 45 a 49 | 484   |
| 524   | 40 a 44 | 512   |
| 520   | 35 a 39 | 544   |
| 528   | 30 a 34 | 616   |
| 685   | 25 a 29 | 636   |
| 513   | 20 a 24 | 540   |
| 637   | 15 a 19 | 616   |
| 552   | 10 a 14 | 529   |
| 620   | 5 a 9   | 636   |
| 452   | 0 a 4   | 512   |

## Economia
El 2007 la població en edat de treballar era de 10.690 persones, 7.289 eren actives i 3.401 eren inactives. De les 7.289 persones actives 5.934 estaven ocupades (3.281 homes i 2.653 dones) i 1.354 estaven aturades (649 homes i 705 dones). De les 3.401 persones inactives 694 estaven jubilades, 1.127 estaven estudiant i 1.580 estaven classificades com a «altres inactius».

### Ingressos
El 2009 a Saint-Fons hi havia 6.595 unitats fiscals que integraven 16.686 persones, la mediana anual d'ingressos fiscals per persona era de 12.838 €.

### Activitats econòmiques
Dels 687 establiments que hi havia el 2007, 18 eren d'empreses extractives, 15 d'empreses alimentàries, 7 d'empreses de fabricació de material elèctric, 1 d'una empresa de fabricació d'elements pel transport, 39 d'empreses de fabricació d'altres productes industrials, 137 d'empreses de construcció, 156 d'empreses de comerç i reparació d'automòbils, 36 d'empreses de transport, 56 d'empreses d'hostatgeria i restauració, 7 d'empreses d'informació i comunicació, 21 d'empreses financeres, 21 d'empreses immobiliàries, 73 d'empreses de serveis, 62 d'entitats de l'administració pública i 38 d'empreses classificades com a «altres activitats de serveis».
Dels 217 establiments de servei als particulars que hi havia el 2009, 1 era una oficina de correu, 8 oficines bancàries, 1 funerària, 15 tallers de reparació d'automòbils i de material agrícola, 1 taller d'inspecció tècnica de vehicles, 1 establiment de lloguer de cotxes, 2 autoescoles, 25 paletes, 58 guixaires pintors, 11 fusteries, 14 lampisteries, 11 electricistes, 20 perruqueries, 5 agències de treball temporal, 30 restaurants, 8 agències immobiliàries, 2 tintoreries i 4 salons de bellesa.
Dels 58 establiments comercials que hi havia el 2009, 3 eren supermercats, 2 grans superfícies de material de bricolatge, 1 una botiga de més de 120 m², 2 botiges de menys de 120 m², 13 fleques, 6 carnisseries, 1 una peixateria, 3 llibreries, 12 botigues de roba, 1 una botiga d'equipament de la llar, 3 sabateries, 2 botigues d'electrodomèstics, 1 una botiga de material esportiu, 1 una botiga de material de revestiment de parets i terra, 3 drogueries, 1 una perfumeria, 2 joieries i 1 una floristeria.

## Equipaments sanitaris i escolars
El 2009 hi havia 1 centre de salut, 8 farmàcies i 2 ambulàncies.
El 2009 hi havia 2 escoles maternals i 6 escoles elementals. A Saint-Fons hi havia 1 col·legi d'educació secundària i 1 liceu tecnològic. amb 562 alumnes.

## Poblacions més properes
El següent diagrama mostra les poblacions més properes.